# Karabin Galat'z
Galil T'zalaphim (Galat'z) – izraelski karabin wyborowy, wersja karabinu automatycznego Galil.

## Historia
W latach 80. XX wieku podstawowym typem karabinu wyborowego Cahalu był M14 SWS. Były to, podobnie jak amerykańskie M21, wyselekcjonowane, charakteryzujący się małym rozrzutem egzemplarze karabinu M14 wyposażone w celownik optyczny.
Rosnący wiek eksploatowanych karabinów wyborowych spowodował ogłoszenie konkursu na nowy karabin wyborowy. Do testów przedstawiono karabiny firm Sardius Company i IMI. Karabin firmy Sardius był wersją karabinu M14 przebudowaną do układu bullpup, karabin IMI wersją karabinu Galil AR (pochodna AK-47).
Prototypowy karabin wyborowy IMI różnił się od Galila AR nową lufą o długości 508 mm wyposażoną w nowe urządzenie wylotowe i konstrukcją składanej kolby.
W wyniku testów do uzbrojenia postanowiono przyjąć karabin firmy Sardius. Zamówiono 1200 karabinów tej firmy oznaczonych jako M36 SWS. Niewielka firma Sardius nie zdołała jednak rozpocząć masowej produkcji M36 SWS.
Rezultatem było anulowanie zamówienia na M36 SWS i podjęcie decyzji o rozpoczęciu produkcji wyborowej wersji Galila przyjętej do uzbrojenia jako Galat'z. Jednak ostatecznie wyprodukowano tylko kilkaset egzemplarzy tego karabinu, a następcą M14 SWS stał się dopiero w 1997 roku amerykański powtarzalny karabin wyborowy M24 SWS.
Przyczyną szybkiego zakończenia produkcji Galat'za dla armii izraelskiej była niska (jak na karabin wyborowy) celność tej broni równa 1,5 MOA. Sprawiało to że podobnie jak inne wyborowe wersje AK (Zastava M76, PSL) Galat'z nie dorównywał karabinom od początku projektowanym jako broń wyborowa (o celności 0,5-1 MOA). Wadą Galat'za była też cena, dużo wyższa niż karabinów dostarczanych w ramach amerykańskiej pomocy wojskowej.
Wyprodukowane dla armii izraelskiej karabiny Galat'z znalazły się ostatecznie na uzbrojeniu izraelskich jednostek specjalnych w roli broni wyborowej używanej na dystansach do 600 m. Galat'z jest nadal produkowany w niewielkich ilościach przez IMI i sprzedawany odbiorcom zagranicznym.

## Opis
Karabin Galat'z jest indywidualną bronią samopowtarzalną. Zasada działania oparta na wykorzystaniu energii gazów prochowych odprowadzanych przez boczny otwór lufy. Ryglowanie przez obrót zamka w lewo (dwa rygle). Mechanizm spustowy umożliwia strzelanie ogniem pojedynczym. Dźwignia bezpiecznika po prawej stronie komory zamkowej (identyczna jak w AK), uzupełniona małą dźwignią nad chwytem pistoletowym, po lewej stronie broni. Zasilanie z pudełkowych magazynków pojemności 10 lub 20 naboi. Lufa ciężka, zakończona urządzeniem wylotowym pełniącym funkcje tłumika płomienia, osłabiacza odrzutu i podrzutu. Zasadniczym celownikiem jest celownik optyczny firmy El-Op o powiększeniu 6 x 40. Celownik jest mocowany na szynie mocowanej po lewej stronie broni. Otwarte przyrządy celownicze składają się z muszki i celownika przerzutowego. Kolba składana, drewniana, wyposażona w poduszkę podpoliczkową.